# Louis Henry Davies

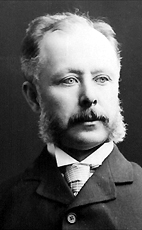
Louis Henry Davies

Sir Louis Henry Davies, PC, KCMG, QC (* 4. Mai 1845 in Charlottetown, Prince Edward Island; † 1. Mai 1924 in Ottawa, Ontario) war ein kanadischer Richter und Politiker. Er war von 1876 bis 1879 Premierminister der Provinz Prince Edward Island und führte eine liberal-konservative Koalitionsregierung an. 19 Jahre lang war er für die Liberale Partei Kanadas Abgeordneter im Unterhaus, von 1896 bis 1901 war er Fischereiminister. Anschließend wurde er in den Obersten Gerichtshof berufen, dem er bis zu seinem Tod angehörte, ab 1918 als dessen Vorsitzender (Chief Justice).
Die kanadische Regierung, vertreten durch den für das Historic Sites and Monuments Board of Canada zuständigen Minister, ehrte Davies am 20. Mai 1937 für sein Wirken und erklärte ihn zu einer „Person von nationaler historischer Bedeutung“.

## Provinzpolitik
Der Sohn von Benjamin Davies, einem Politiker und Schifffahrtsunternehmer, besuchte die Schulen in Charlottetown und ging anschließend nach London, um am Inner Temple Recht zu studieren. 1866 erhielt er die Zulassung als Rechtsanwalt. Davies erwarb sich den Ruf, ein ausgezeichneter Redner und Cricketspieler zu sein. 1872 wurde er in die Legislativversammlung gewählt. Vergeblich wandte er sich gegen den Beitritt der Insel zur Kanadischen Konföderation.
Die Prince Edward Island Liberal Party wählte Davies 1874 zu ihrem Vorsitzenden. Im Provinzparlament setzte er eine Verbesserung des Landreformgesetz durch. Dadurch konnten Pächter von den britischen „absentee landlords“, den nicht auf der Insel lebenden adligen Großgrundbesitzern, Parzellen zu markant besseren Konditionen erwerben. Davies war auch führend bei der Ausarbeitung eines neuen Schulgesetzes, das die konfessionelle Trennung der Schulen aufhob und sie der Kontrolle der Provinzregierung unterstellte.
Im August 1876 zerbrach die konservative Provinzregierung von Lemuel Owen an dieser Auseinandersetzung. Daraufhin bildete Davies eine Koalitionsregierung, die von protestantischen Abgeordneten der Liberalen und Konservativen Partei getragen wurde. Gleichzeitig übernahm er das Amt des Attorney General. Die Regierung setzte 1877 die Einführung des Schulgesetzes gegen den Willen der Katholiken durch. Danach geriet die Koalitionsregierung zunehmend unter Druck und wurde schließlich am 6. März 1879 durch ein Misstrauensvotum gestürzt. Davies trat nicht mehr zur Wahl an und blieb noch bis zum 25. April Regierungschef.

## Bundespolitik
Bei der Unterhauswahl 1882 wurde Davies im Wahlbezirk Queen’s County zum Abgeordneten gewählt. Er gehörte der Liberalen Partei Kanadas an, die damals in der Opposition war. Nachdem Wilfrid Laurier Parteivorsitzender geworden war, wurde Davies zu einem seiner wichtigsten strategischen Berater. Insbesondere bei der Suche nach einem Kompromiss im Manitoba-Schulstreit konnte Davies von seinen eigenen Erfahrungen in Prince Edward Island profitieren.
Die Liberalen siegten bei der Unterhauswahl 1896 und stellten nun die Regierung. Laurier, der neue Premierminister, ernannte Davies zum Fischereiminister. Dieses Amt, das er am 13. Juli 1896 antrat, war für die Seeprovinzen von großer Wichtigkeit. Als Minister reiste er auch bei anderen Themen mehrmals zu Verhandlungen im Ausland, beispielsweise nach Washington zu Gesprächen über ein Handelsabkommen oder nach London zur Reichskonferenz. Königin Victoria schlug ihn 1897 zum Ritter.

## Oberster Gerichtshof
Am 24. September 1901 wurde Davies von Premierminister Laurier zum Richter am Obersten Gerichtshof von Kanada ernannt. Verschiedene Juristen kritisierten diese Entscheidung, da sie ihn für zu unerfahren und in politischen Fragen für zu wenig neutral hielten. Nach zeitgenössischer Meinung mangelte es Davies tatsächlich oft an Unabhängigkeit. Er hatte den Ruf, ein formalistischer Minimalist zu sein und seine Urteile stellten kaum je die Entscheidungen der niederen Gerichte in Frage.
Nach dem Rücktritt von Charles Fitzpatrick bewarb sich Davies als neuer Vorsitzender (Chief Justice). Premierminister Robert Borden hatte Mühe, seine Ernennung im Kabinett durchzusetzen, schließlich konnte Davies aber am 23. November 1918 das Amt antreten. Fünfeinhalb Jahre später starb er 78-jährig, ohne besondere Akzente gesetzt zu haben.